# 瘦叶瑞香
瘦叶瑞香（学名：Daphne modesta）为瑞香科瑞香属下的一个种。

## 扩展阅读
- 維基物種上的相關：瘦叶瑞香